# Ōhiraki

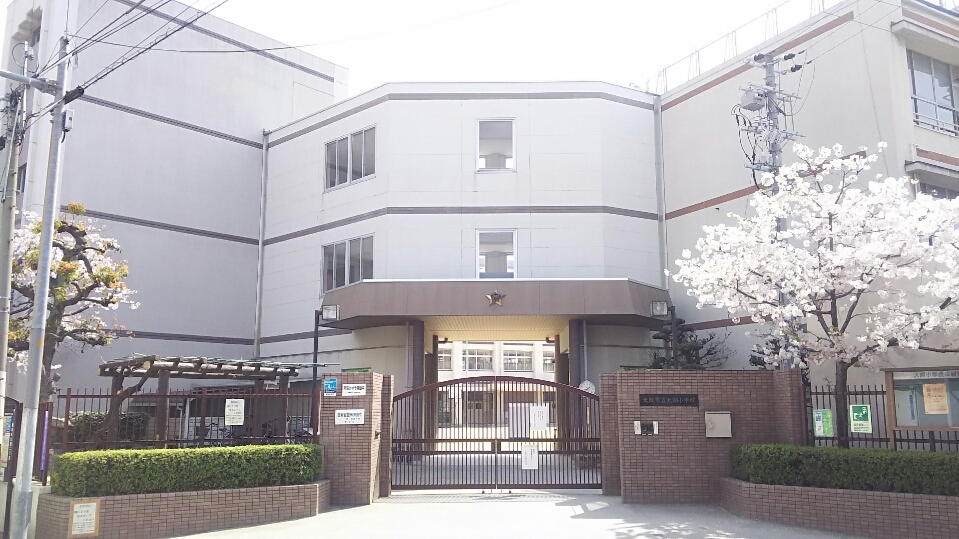
Escola primària d'Ôhiraki

Ōhiraki (大開) és un barri del districte urbà de Fukushima, a la ciutat d'Osaka, capital de la prefectura homònima, a la regió de Kansai, Japó. A vegades, erròniament, es coneix com a Ōbiraki.

## Geografia
El barri d'Ôhiraki es troba localitzat a la part nord-oest del districte de Fukushima, al centre d'Osaka. Limita al nord amb el barri d'Ebie i al l'est amb Yoshino i al nord-oest fa costa amb el riu Yodo.

### Sub-barris
El barri compta amb quatre sub-barris:
- Ōhiraki 1 chōme (大開一丁目)
- Ōhiraki 2 chōme (大開二丁目)
- Ōhiraki 3 chōme (大開三丁目)
- Ōhiraki 4 chōme (大開四丁目)

## Història
L'àrea on actualment es troba el barri va ser amb anterioritat un lloc ple de camps d'arròs del poble de Noda, pertanyent al ja desaparegut districte de Nishinari. L'àrea va passar a formar part de la ciutat d'Osaka l'any 1897, quan es fundà aquesta. Fins al 1925 el barri duia al seu nom la cueta de Nishi-Noda o "noda occidental", fent referència a l'antic municipi al qual pertanyia, sent així Nishi-Noda Ōhiraki (西野田大開町).

## Demografia
| 1920 | 1930  | 1940  | 1950  | 1960 | 1970 | 1980 |
| ---- | ----- | ----- | ----- | ---- | ---- | ---- |
| ND   | ND    | ND    | ND    | ND   | ND   | ND   |
| 1990 | 2000  | 2010  | 2020  | 2030 | 2040 | 2050 |
| ND   | 8.329 | 8.174 | 8.371 | -    | -    | -    |

## Transport

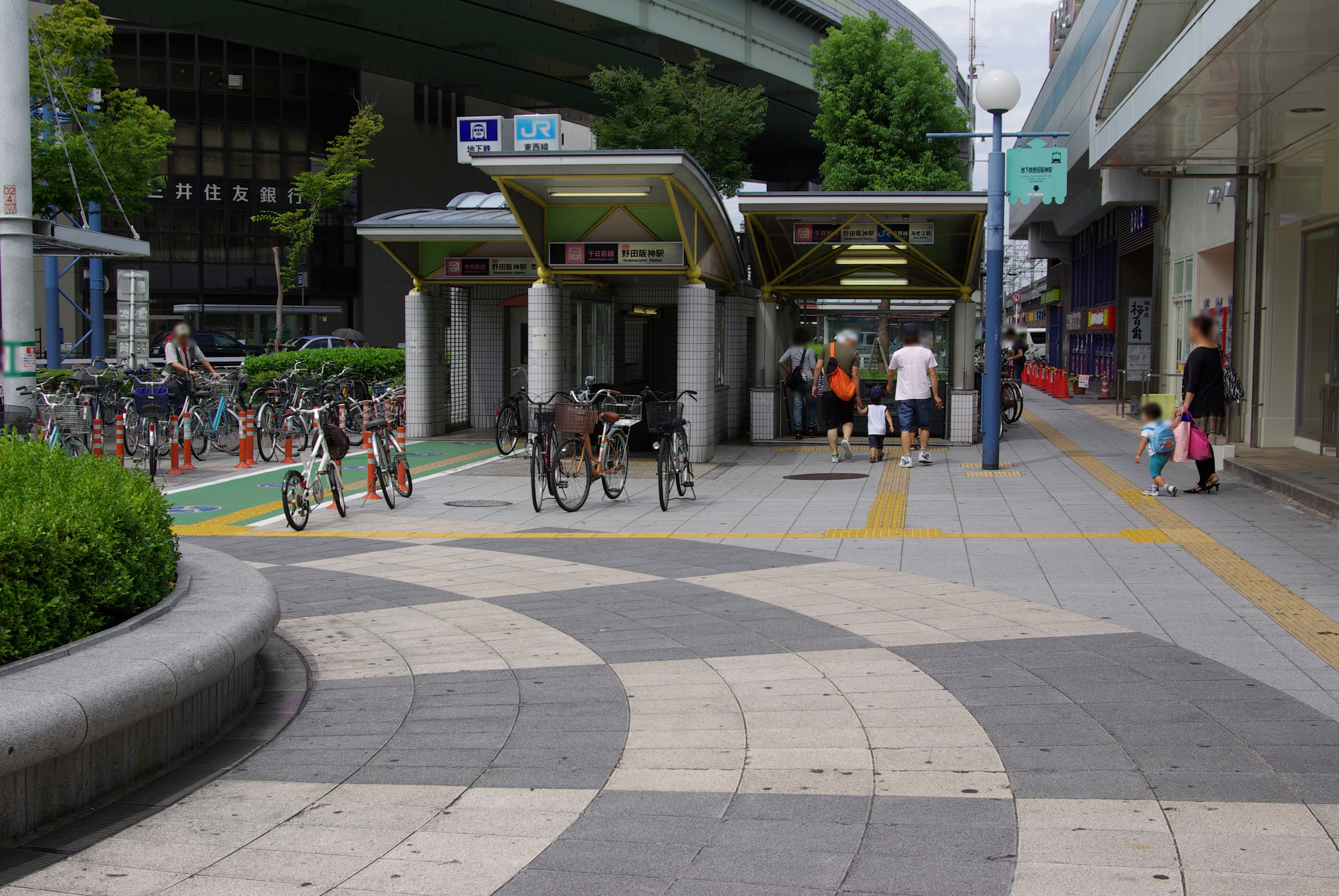
Estació de Nodahanshin

### Ferrocarril
- Metro d'Osaka
  - Nodahanshin

### Carretera
- Autopista Hanshin
- Nacional 2